# Movimiento Progresista Popular
El Movimiento Progresista Popular fue un partido político minoritario en Barbados. Participó en las elecciones de 1956, en las que recibió 1,7% del voto popular, pero no obtuvo ningún escaño. No participó en las elecciones de 1961, pero volvió a participar en las de 1966, cuando recibió solo 0,4% del voto, nuevamente sin obtener ningún escaño. 